# Naucalpan (region)
Naucalpan (spanska: Región IX Naucalpan) är en region i delstaten Mexiko bildad 2006. Den gränsar till regionerna Ixtlahuaca i väst, Cuautitlán Izcalli och Tultitlán i norr, huvudstaden Mexico City till ost och Lerma i syd.
Kommunen Lerma tillhörde tidigare regionen Zumpango, innan regionen Naucalpan bildades.

## Kommuner i regionen
Regionen består av fem kommuner (2020).
- Huixquilucan
- Isidro Fabela
- Jilotzingo
- Naucalpan de Juárez
- Xonacatlán